# آلیسون هایتاور
آلیسون هایتاور (انگلیسی: Allison Hightower؛ زادهٔ ۶ آوریل ۱۹۸۸) بازیکن بسکتبال اهل ایالات متحده آمریکا است.